# Samuel Oppenheimer
Pour les articles homonymes, voir Oppenheimer.
Samuel Oppenheimer (21 juin 1630, Heidelberg - 3 mai 1703, Vienne), est un banquier et diplomate Juif Ashkénaze. Diplomate à la cour de Léopold Ier du Saint-Empire, courtier et fournisseur militaire. Il jouit de la faveur particulière de l’Empereur, à qui il avança d’importantes sommes pour la Grande guerre turque.
En 1688, à la suite de la prise de Belgrade par le prince Eugène de Savoie, Eugène fit parvenir à Samuel Oppenheimer un important ensemble de manuscrits hébreux précieux saisis dans les dépôts ottomans, en reconnaissance du rôle déterminant d’Oppenheimer comme financier et mécène de la campagne, et afin d’assurer la conservation de ces trésors culturels sous la garde d’un protecteur juif de confiance.
Ces manuscrits forment aujourd'hui le noyau de la Bibliothèque Bodléienne d’Oxford, célèbre bibliothèque fondée par David Oppenheimer, frère de Samuel Oppenheimer.

## Biographie

### Jeunesse et famille
Samuel Wolf Oppenheimer naît le 21 juin 1630 à Heidelberg, dans le Palatinat du Rhin. Il est le fils de Siméon Oppenheimer et d’Edel Drach. Son premier mariage se termine par le décès de son épouse le 11 mars 1673 ; il contracte peu après un second mariage, dont les détails restent mal documentés.

### Carrière à la cour impériale
Dans les années 1670, Oppenheimer s’impose à la cour de l’empereur Léopold I. Nommé « Oberfaktor » (grand courtier) sur la recommandation du margrave Louis-Guillaume de Bade-Bade, il avance 100 000 florins (équivalent à environ 21 millions d'euros en 2025) pour financer les opérations militaires en Hongrie durant la Grande guerre turque (1683–1699). Il finance également l’organisation des services médicaux pour l’armée impériale sous le commandement du prince Eugène de Savoie.

## Évènements marquants

### Privilèges et résidence à Vienne
Bien que les Juifs aient été expulsés de Vienne en 1670, Léopold I autorise Oppenheimer et sa « Gesinde » (un entourage de plusieurs familles juives) à s’établir en plein centre de la capitale. Il obtient le privilège exceptionnel d’ériger un palais sur un terrain de choix et bénéficie d’exemptions fiscales en échange de ses services financiers.

### Émeute de 1700
Vers l’an 1700, une émeute — possiblement fomentée par des factions de la cour pour contraindre Oppenheimer à de nouveaux prêts — entraîne le pillage de plusieurs demeures, dont la sienne. Un homme est pendu pour le sac de sa propriété et plusieurs autres émeutiers sont emprisonnés.

### Suppression deEntdecktes Judenthum
Lorsque paraît le traité antisémite Entdecktes Judenthum de Johann Andreas Eisenmenger, Oppenheimer dépense des fortunes pour rallier la cour et la Compagnie de Jésus à la cause juive. Sa pression aboutit à un édit impérial interdisant la diffusion de l’ouvrage.

## Philanthropie et mécénat
Bien qu’il ne fût pas lui-même érudit, Oppenheimer se distingue par un mécénat sans précédent :
- Construction et financement de synagogues et de yeshivot en Europe centrale.
- Paiement de rançons pour la libération de Juifs capturés durant les guerres contre les Ottomans.
- Soutien à l’expédition de Rabbi Judah he-Hasid (en) vers la Terre sainte en 1700.
- Attribution de bourses et de pensions à de jeunes étudiants talmudiques.

Son influence et sa protection valent à ses contemporains le surnom de « Judenkaiser ».

## Mort, faillite et suite
Samuel Oppenheimer meurt à Vienne le 3 mai 1703. Le Trésor impérial refuse d’honorer ses dettes envers son héritier Emanuel et fait déclarer la faillite de la maison Oppenheimer, provoquant une crise de crédit majeure. Emanuel sollicite l’intervention des puissances européennes créancières ; après longues négociations, l’État n’offre que 4 000 000 de florins au titre de règlements, rejetant la demande initiale de 6 000 000 comme fondée sur des prêts prétendument « frauduleux » d’origine.

### Sépulture et lieu de mémoire
Oppenheimer est inhumé au Cimetière juif de Roßau (Seegasse 9), le plus ancien cimetière juif de Vienne. De nombreuses stèles y sont enterrées durant la Seconde Guerre mondiale pour leur protection ; le site est restauré dans les années 1980. En 2008, la moitié de la pierre tombale de Samuel Oppenheimer, richement gravée, est retrouvée et replacée à son emplacement d’origine, aux côtés de celles de plusieurs descendants.

### Héritage et descendants
L’un de ses fils, Simon Wolf Oppenheimer, fonde une maison de banque à Hanovre ; son petit-fils Jakob Wolf Oppenheimer y forme Mayer Amschel Rothschild de 1757 à 1763. Parmi ses descendants figure le compositeur Felix Mendelssohn.

## Sources
1. 1 2 3 4  Singer, Isidore ; Kisch, Alexander (1906). « Oppenheimer, Samuel ». Jewish Encyclopedia.
2. ↑  « OPPENHEIMER, SAMUEL - JewishEncyclopedia.com », sur jewishencyclopedia.com (consulté le 18 juillet 2025)
3. ↑  Schudt, Johann Jakob (1714). Jüdische Merckwürdigkeiten, vol. I, pp. 351, 428.
4. ↑  LOEB family tree, « Samuel OPPENHEIMER ».
5. ↑  Grätz, Heinrich (1895). Geschichte der Juden, vol. X, pp. 308, 347, 428, 431.
6. ↑  Frankl, L. A. (1900). Wiener Epitaphien, p. xiv.
7. ↑  Wolf, Gerson (1876). Geschichte der Juden in Wien.
8. ↑  von Wertheimer, Joseph Ritter (1868). Die Juden in Oesterreich vom Standpunkte der Geschichte, p. 133.
9. ↑  Wurzbach, Constant von (1860). Biographisches Lexikon des Kaiserthums Oesterreich, s.v. “Oppenheimer”.
10. ↑  Wachstein, Bernhard (1910). Die Inschriften des Alten Judenfriedhofes in Wien, t. II, no 700, p. 6.

- (de) Cet article est partiellement ou en totalité issu de l’article de Wikipédia en allemand intitulé « Samuel Oppenheimer » (voir la liste des auteurs).